# فيش سميثسون
فيش سميثسون (بالإنجليزية: Fish Smithson)‏ هو لاعب كرة قدم أمريكية أمريكي، ولد في 8 مارس 1994 في بالتيمور في الولايات المتحدة.

## وصلات خارجية
- فيش سميثسون على موقع مرجع كرة القدم المحترفة.كوم (الإنجليزية)